# Clotilde de Bayser
 (juin 2017).
Si vous disposez d'ouvrages ou d'articles de référence ou si vous connaissez des sites web de qualité traitant du thème abordé ici, merci de compléter l'article en donnant les références utiles à sa vérifiabilité et en les liant à la section « Notes et références ».
Pour les articles homonymes, voir De Bayser.
Clotilde de Bayser est une actrice française née le 17 septembre 1963 à Paris.

## Biographie
D'une famille d'experts en dessins anciens, Clotilde de Bayser est la petite-fille du peintre Gérard Ambroselli.
Sociétaire de la Comédie-Française, elle est ancienne élève du cours Florent et du Conservatoire national supérieur d'art dramatique dans les classes de Viviane Théophilidès, Daniel Mesguich et Jean-Pierre Vincent.
Elle est mère de 4 enfants.
Elle commence sa carrière au cinéma dans La Petite Voleuse avec Charlotte Gainsbourg. En 1997 elle entre à la Comédie-Française et en devient sociétaire le 1er janvier 2004.
En 1999, elle devient l'héroïne d'une nouvelle série télévisée, La Crim', où elle interprète le commandant Françoise Galliot chef du groupe, aux côtés de Dominique Guillo. Mais étant très prise par son activité théâtrale, elle quitte la série au bout de 4 saisons, et est remplacée par Isabel Otero.

## Théâtre

### Comédie-Française
Clotilde de Bayser entre à la Comédie-Française le 7 mars 1997. Elle en devient le 509e sociétaire le 1er janvier 2004.
- 1997 : Un Mois à la campagne d'Ivan Tourgueniev, mise en scène Andreï Smirnoff, Salle Richelieu
- 1998 : Suréna de Corneille, mise en scène Anne Delbée, Théâtre du Vieux-Colombier
- 1998-1999 : Le Legs de Marivaux, mise en scène Jean-Pierre Miquel, Studio-Théâtre de la Comédie-Française
- 2000 : Le Bourgeois gentilhomme de Molière, mise en scène Jean-Louis Benoit, Salle Richelieu
- 2000-2001 : Le Misanthrope de Molière, mise en scène Jean Pierre Miquel, Théâtre du Vieux-Colombier
- 2001-2002 : Le Marchand de Venise de William Shakespeare, mise en scène Andrei Serban, Salle Richelieu
- 2002 : Hedda Gabler de Henrik Ibsen, mise en scène Jean-Pierre Miquel, Théâtre du Vieux-Colombier
- 2003 : Platonov ou le fléau de l'absence de pères de Anton Tchekhov, mise en scène Jacques Lassalle, Salle Richelieu
- 2003-2004 : Papa doit manger de Marie Ndiaye Mise, mise en scène André Engel, Salle Richelieu
- 2004 : Le Conte d'hiver de William Shakespeare, mise en scène Muriel Mayette-Holtz, Studio-Théâtre de la Comédie-Française
- 2005 : Tartuffe de Molière, mise en scène Marcel Bozonnet, Salle Richelieu
- 2006 : Griefs d'Ingmar Bergman, Henrik Ibsen, August Strindberg, mise en scène Anne Kessler, Studio-Théâtre de la Comédie-Française
- 2006 : Mon corps mon gentil corps, dis-moi… de Jan Fabre, mise en scène Marcel Bozonnet, Studio-Théâtre de la Comédie-Française
- 2007-2008 : Le Misanthrope de Molière, mise en scène Lukas Hemleb, Salle Richelieu
- 2008-2009 : Figaro divorce de Ödön von Horváth, mise en scène Jacques Lassalle, Salle Richelieu
- 2009 : Les Chaises d'Eugène Ionesco, mise en scène Jean Dautremay, Studio-Théâtre de la Comédie-Française
- 2008-2010 : Cyrano de Bergerac d'Edmond Rostand, mise en scène Denis Podalydès
- 2010 : La Folie d'Héraclès d'Euripide, mise en scène Christophe Perton, Théâtre du Vieux-Colombier
- 2010 : Les Femmes savantes de Molière, mise en scène Bruno Bayen, Théâtre du Vieux-Colombier
- 2011-2012 : Le Mariage de Nikolaï Gogol, mise en scène Lilo Baur, Théâtre du Vieux-Colombier
- 2011-2012 : La Critique de l'École des femmes de Molière, mise en scène de Clément Hervieu-Léger, Studio-Théâtre
- 2012 et 2014 : Antigone de Jean Anouilh, mise en scène Marc Paquien, Comédie-Française, Théâtre du Vieux-Colombier et Salle Richelieu
- 2013-2014 : Phèdre, de Jean Racine, mise en scène Michael Marmarinos, Salle Richelieu
- 2014-2015 : La Tragédie d'Hamlet de William Shakespeare, mise en scène Dan Jemmett, Salle Richelieu
- 2013-2016 : Un fil à la patte de Georges Feydeau, mise en scène Jérôme Deschamps
- 2015 : Les Estivants de Maxime Gorki , mise en scène de Gérard Desarthe, Salle Richelieu
- 2015 : Les Rustres de Carlo Goldoni, mise en scène Jean-Louis Benoît, Théâtre du Vieux Colombier
- 2016-2018: Britannicus de Racine, mise en scène Stéphane Braunschweig, Salle Richelieu
- 2016 : La Demande d'emploi de Michel Vinaver, mise en scène Gilles David, Studio Comédie-Française
- 2017 : Bajazet de Jean Racine, mise en scène Éric Ruf, Théâtre du Vieux-Colombier
- 2017 : Après la pluie de Sergi Belbel, mise en scène Lilo Baur, Théâtre du Vieux-Colombier
- 2018 : J'étais dans ma maison et j'attendais que la pluie vienne de Jean-Luc Lagarce, mise en scène Chloé Dabert, Théâtre du Vieux-Colombier
- 2018 : L'Éveil du printemps de Frank Wedekind, mise en scène Clément Hervieu-Léger, Salle Richelieu
- 2019 : Jules César de William Shakespeare, mise en scène Rodolphe Dana, Théâtre du Vieux Colombier
- 2021 : Sans famille de Hector Malot, mise en scène Léna Bréban, Théâtre du Vieux-Colombier
- 2024 : Six Personnages en quête d'auteur de Luigi Pirandello, mise en scène Marina Hands, Théâtre du Vieux-Colombier
- 2025 : La Souricière d'Agatha Christie, mise en scène Lilo Baur, Théâtre du Vieux-Colombier

### Hors Comédie-Française
- 1985 et 1986 : Roméo et Juliette de William Shakespeare, mise en scène Daniel Mesguich, Théâtre de l'Athénée-Louis-Jouvet (1986) et Théâtre Gérard-Philipe (1987)
- 1986 et 1987 : Les Acteurs de bonne foi et La Méprise de Marivaux, mise en scène Philippe Adrien, Conservatoire national supérieur d'art dramatique (1986) et Théâtre de l'Athénée-Louis-Jouvet (1987)
- 1988 : On ne badine pas avec l'amour d'Alfred de Musset, mise en scène Jean-Pierre Vincent, Théâtre de Sartrouville
- 1989 : La Mouette d’Anton Tchekhov, mise en scène Andrei Konchalovsky, Odéon-Théâtre de l'Europe
- 1991 : Les Caprices de Marianne d’Alfred de Musset, mise en scène Jean-Pierre Vincent, Théâtre Nanterre-Amandiers, TNP Villeurbanne
- 1993 : Passions secrètes de Jacques-Pierre Amette, mise en scène Patrice Kerbrat, Théâtre Montparnasse
- 1995 et 1996 : Fantasio d’Alfred de Musset, mise en scène Claude Stratz, Comédie de Genève (1995) et Théâtre national de Chaillot (1996)

## Filmographie sélective

### Cinéma
- 1988 : L'Enfance de l'art de Francis Girod
- 1988 : La Lectrice de Michel Deville
- 1988 : La Petite Voleuse de Claude Miller
- 1989 : L'Enfant de l'hiver d'Olivier Assayas
- 1990 : Tumultes de Bertrand van Effenterre
- 1991 : Un homme et deux femmes de Valérie Stroh
- 1993 : En compagnie d'Antonin Artaud de Gérard Mordillat
- 1996 : Passage à l'acte de Francis Girod
- 1996 : Hommes, femmes, mode d'emploi de Claude Lelouch
- 2005 : Trois couples en quête d'orages de Jacques Otmezguine
- 2007 : Le Candidat de Niels Arestrup

### Télévision
- 1996 : L'instit, épisode 4-04, Méchante, de Denys Granier-Deferre : Laure
- 1999-2001 : La Crim', commandante Françoise Galliot (épisodes 1-24)
- 2010 : Les Vivants et les Morts de Gérard Mordillat

## Distinctions
- Chevalière de l'ordre national du Mérite (2008)[1]
- Chevalière de l'ordre des Arts et des Lettres